# Desmoscolex cosmopolites
Desmoscolex cosmopolites är en rundmaskart som beskrevs av Timm 1970. Desmoscolex cosmopolites ingår i släktet Desmoscolex och familjen Desmoscolecidae. Inga underarter finns listade i Catalogue of Life.